# 油井喜夫
油井喜夫（ゆい よしお、 1940年 - ）は、日本の社会運動家、社会運動研究家。新日和見主義事件に遭い、のちにこれを考察する書籍を著した。

## 経歴
6歳のとき中国・遼寧省遼陽より引揚。静岡県立藤枝東高等学校、通信教育課程を経て慶應義塾大学を卒業。静岡県職員、司法書士などに従事。
労働組合運動、青年運動などに携わる。日本民主青年同盟班長・同地区委員長・同県委員長・同中央委員、日本共産党静岡県委員などを歴任。
日本共産党静岡県委員、日本民主青年同盟中央委員・静岡県委員長在任時の1972年5月、分派活動の疑いで査問され、処分を受ける。これらの役職をすべて罷免され、足かけ3年にわたって党員権を停止された。（新日和見主義事件）
以後事件について沈黙を守っていたが、川上徹が事件の実態や問題点を世に問う『査問』（筑摩書房）を1997年12月に刊行したことをきっかけに、自身の経験を通して事件について明らかにすることを決意。1998年に日本共産党を離党したうえで、1999年6月に『汚名』（毎日新聞社）、2000年7月に『虚構』（社会評論社）を出版。新日和見主義分派は「宮本式偽造分派基準によるでっち上げ分派」であり、自身は分派結成にはまったく無実であると主張した上で、自らの体験をもとに事件及び日本共産党が行った査問の実態を告発した。
2007年3月に川上が著した『素描・1960年代』（同時代社）にて分派とみられる諸活動が実際に一部でおこなわれていたことを知る。
2008年5月に『実相』（七つ森書館）、2010年8月に『総括』（七つ森書館）を刊行。あらためて事件やその背景について追究した。

## 著書
- 『シベリアに消えた「第二国民兵」　ある民間人の「戦死」』（1995年、同時代社）
- 『汚名』（1999年、毎日新聞社）
- 『虚構』（2000年、社会評論社）
- 『あなたへのレクイエム』（2006年、文芸社）
- 『実相』（2008年、七つ森書館）
- 『総括』（2010年、七つ森書館）